# Allhelgonakyrkan, Skänninge
Allhelgonakyrkan var en kyrkobyggnad i Skänninge. Platsen ligger inom Allhelgona församling i Linköpings stift. Kyrkan var Skänninges stadskyrka fram till 1300-talet då Vårfrukyrkan stod färdig och kom då att bli landsförsamlingskyrka.

## Kyrkobyggnaden
Kyrkan uppfördes som träkyrka under 1000-talet och kom sedan under 1100-talet byggas om till en kalkstenskyrka. Tornet tror man har kommit till under 1200-talet. Under början av år 1300 byggdes kyrkan om och fick valvslogs och ett större rakslutet kor. På 1400-talet byggdes en sakristia och ett vapenhus. Kyrkan revs 1552 eller strax efter av byggmästaren Joakim Bulgrin vid Vadstena slott.
Allhelgonakyrkan bestod av torn, långhus och kor. Koret hade samma bredd som långhuset. Sakristian låg norr om koret. Vapenhuset låg på södra sidan.